# Candice Breitz
Candice Breitz, född 1972 i Johannesburg, är en sydafrikansk konstnär. Hon studerade konsthistoria i Sydafrika och USA, och arbetade därefter några år i New York. Sedan 2003 är hon baserad i Berlin, och undervisar på Hochschule für Bildende Künste Braunschweig.